# Anagapetus
Anagapetus is een geslacht van schietmotten uit de familie Glossosomatidae

## Soorten
Deze lijst van 5 stuks is mogelijk niet compleet.
- A. aisha DG Denning, 1964
- A. bernea HH Ross, 1947
- A. chandleri HH Ross, 1951
- A. debilis (HH Ross, 1938)
- A. hoodi HH Ross, 1951